# دیوید تریمبل
دیوید تریمبل (انگلیسی: David Trimble؛ زاده ۱۵ اکتبر ۱۹۴۴ – درگذشته ۲۵ ژوئیهٔ ۲۰۲۲) یک سیاست‌مدار ایرلندی و اولین نخست‌وزیر ایرلند شمالی در سالهای ۱۹۹۸ تا ۲۰۰۲ بود. وی رهبر حزب اتحادیهٔ الستر (UUP) از ۱۹۹۵ تا ۲۰۰۵ بود. او همچنین عضو پارلمان مجلس اولی از ۱۹۹۰ تا ۲۰۰۵ بود و عضو مجلس قانونگذاری (MLA) برای مجلس اولی از سال ۱۹۹۸ تا ۲۰۰۷ بود. در سال ۲۰۰۶، او برای یک سال عضو مجلس لردها در مجلس اعیان بود و یک سال بعد حزب اتحادیهٔ الستر UUP را ترک کرد تا عضو حزب محافظه‌کار شود.

## مرگ
تریمبل در ۲۵ ژوئیه ۲۰۲۲پس از یک بیماری کوتاه درگذشت. او ۷۷ سال داشت.